# Jærmuseet
Jærmuseet  är ett regionmuseum för regionen Jæren i Rogaland fylke i Norge. 
Museet bildades 1985 av kommunerna Sandnes, Sola, Randaberg, Hå, Klepp, Time och Gjesdal. Det är organiserat som en stiftelse. Det har huvudkontor på Vitengarden i Nærbø. 

## Avdelningar
- Vitenfabrikken i Sandnes
- Vitengarden i Nærbø
- Tungenes fyr i Randaberg
- Nasjonalt Garborgsenter i Bryne

Stiftelsen förvaltar också:
- Hå bygdemuseum med det gamla gårdstunet Grødaland och Varden sjøredningsmuseum i Brusand
- Klepp bygdemuseum
- Randaberg bygdemuseum
- Gjesdal bygdemuseum med Limagarden i Gjesdal
- Flyhistorisk Museum, Sola
- Rogaland Krigshistoriske Museum
- Knudaheio
- Garborgheimen

## Priser
Jærmuseet blev 2009 utsett till "Årets museum" av Norges Museumsforbund, och vann det europeiske Micheletti Award 2009 för bästa teknologiska museum i Europa 

## Bildgalleri

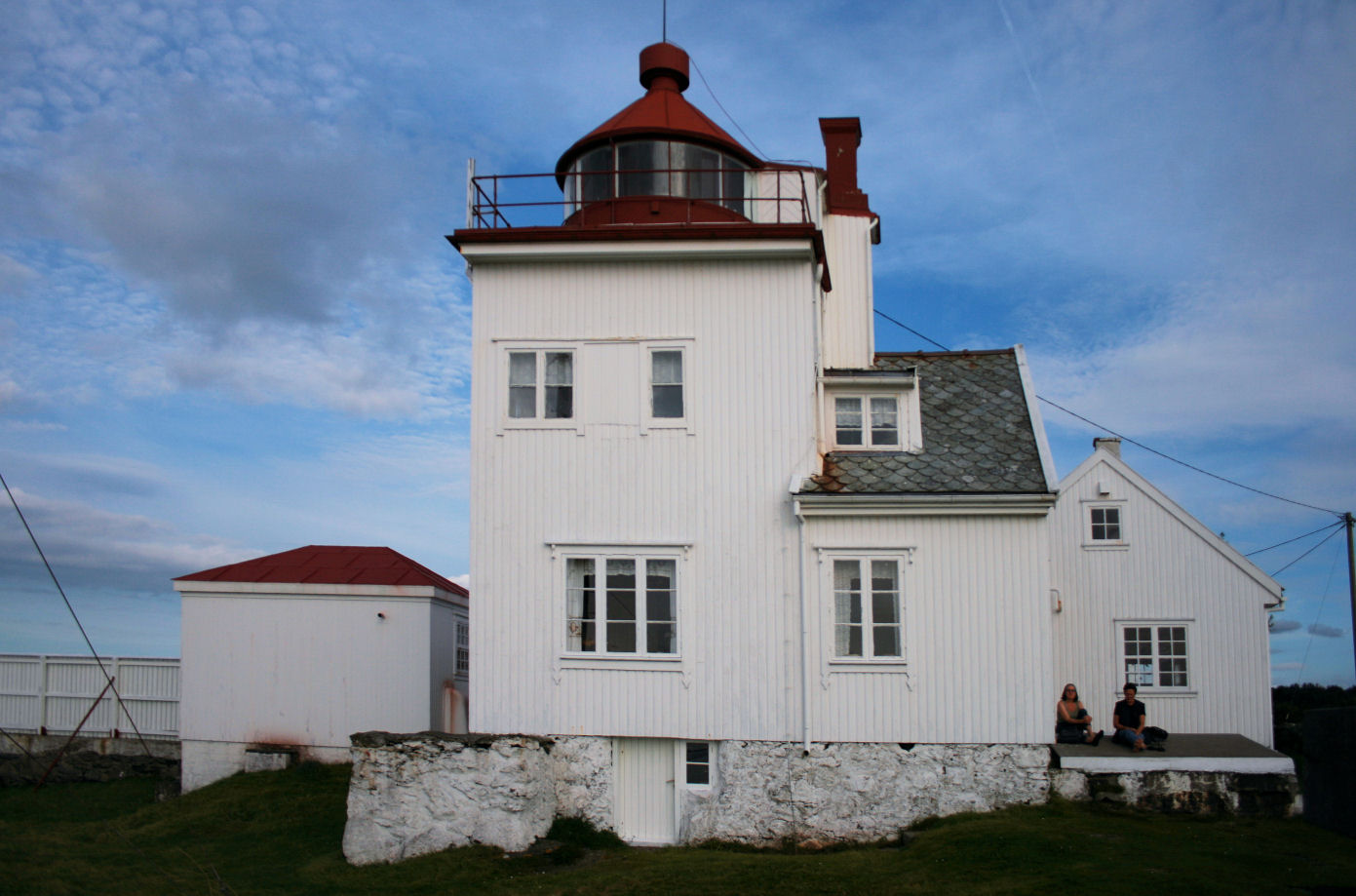
Tungenes fyr
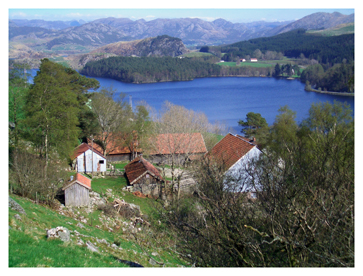
Limagården
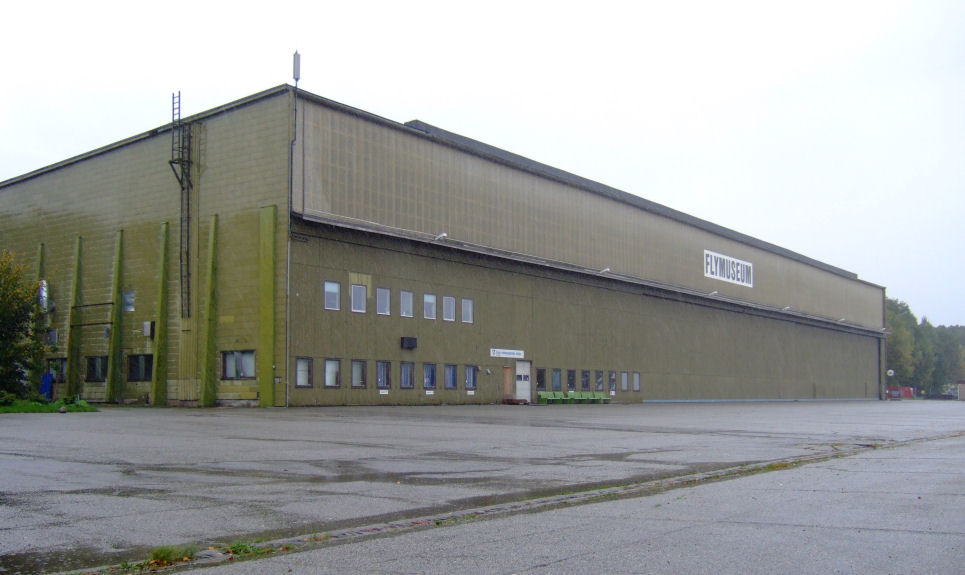
Sola Flyhistorisk Museum
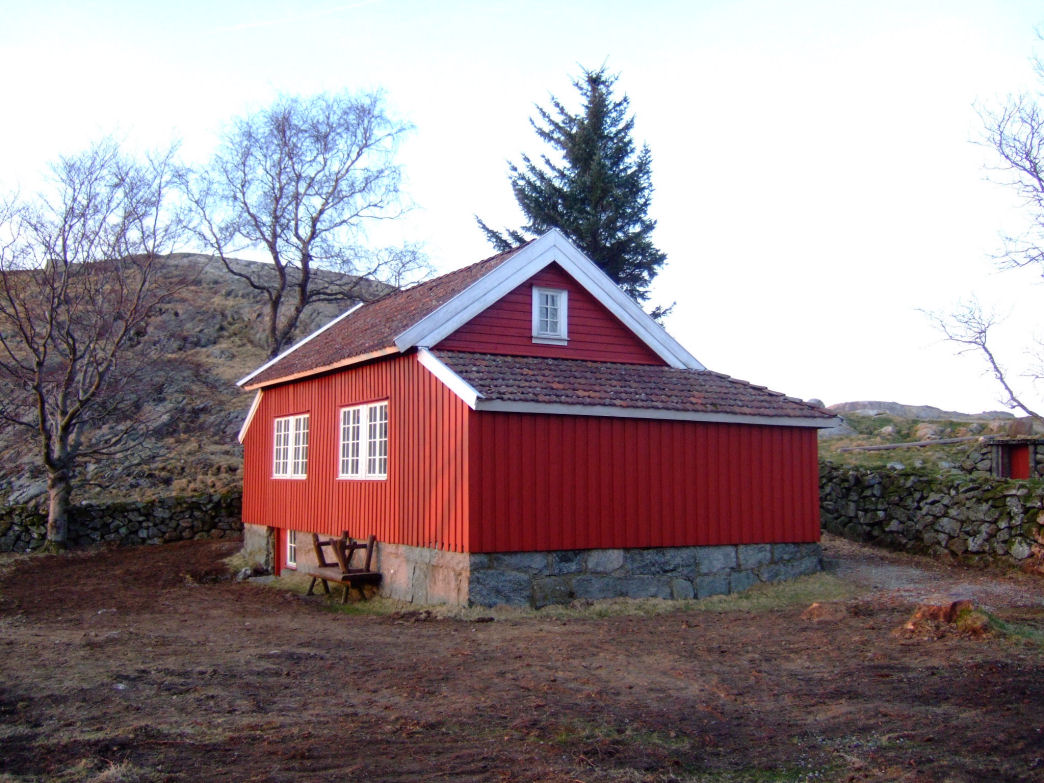
Knudaheio
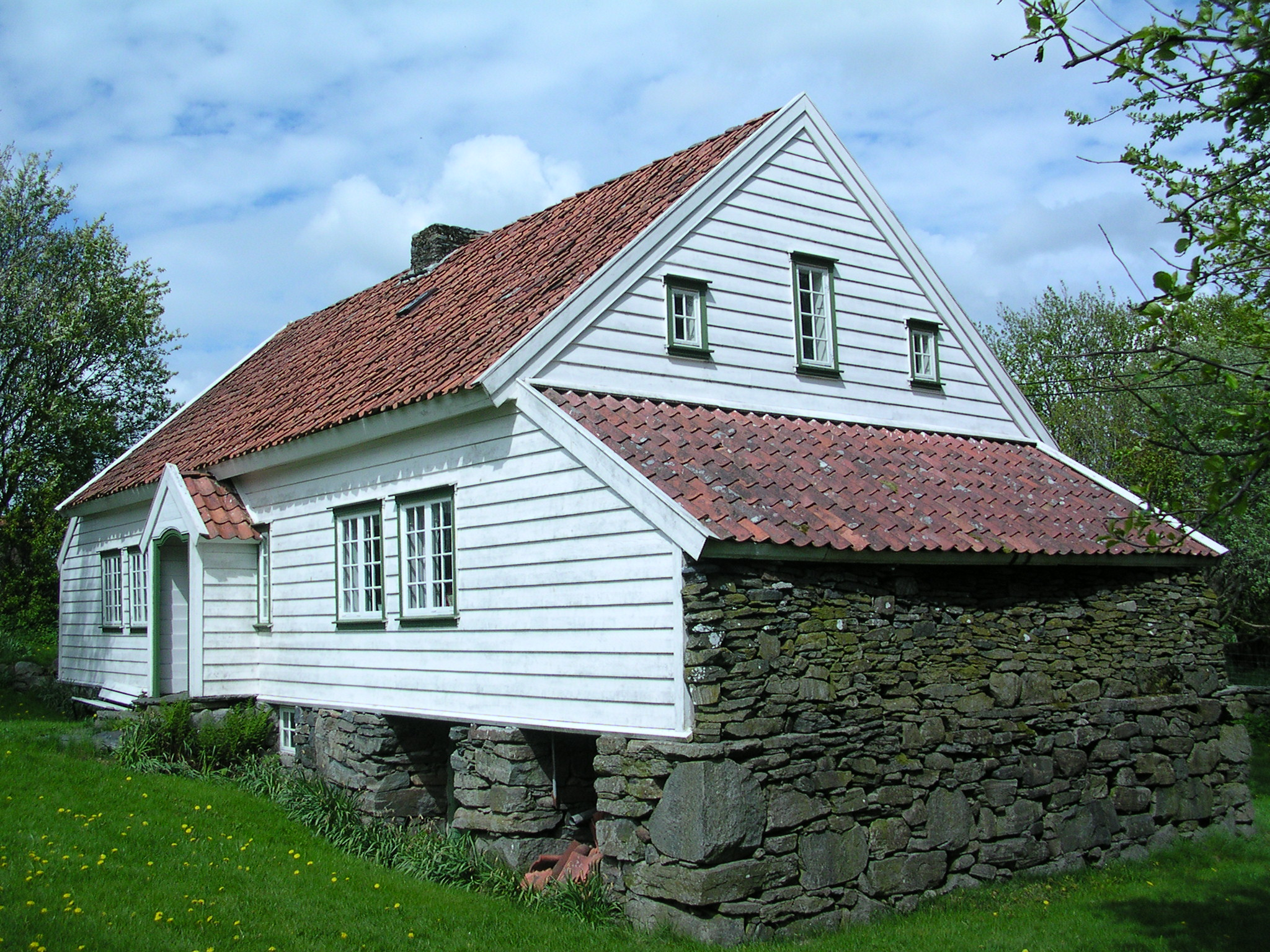
Garborgheimen